# Bałtycka flotylla kozacka

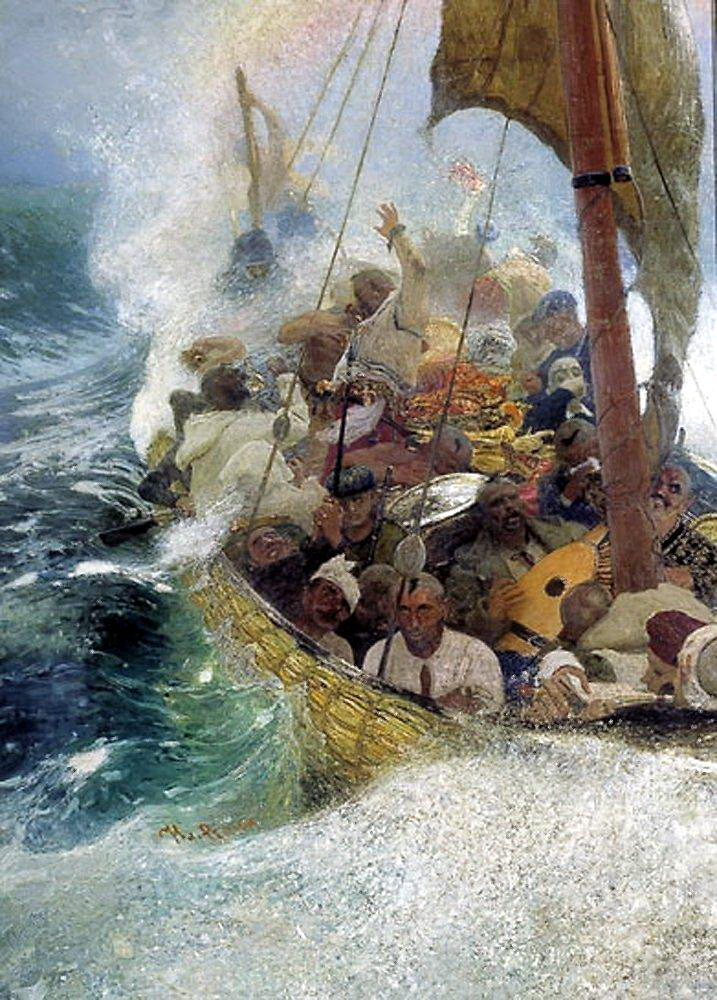
Kozacy zaporoscy w czajce podczas sztormu na obrazie Ilji Riepina

Bałtycka flotylla kozacka – flotylla w służbie Rzeczypospolitej utworzona w 1635 roku z Kozaków zaporoskich do działań bojowych na Morzu Bałtyckim.

## Geneza
Pierwsza połowa XVII wieku upłynęła w Europie pod znakiem wojny trzydziestoletniej. Jednocześnie Rzeczpospolita znajdowała się w stanie ciągłego konfliktu zbrojnego ze Szwecją o panowanie nad południowo-wschodnim wybrzeżem Morza Bałtyckiego. Kolejna wojna polsko-szwedzka zakończyła się w 1629 roku rozejmem w Altmarku, którego okres obowiązywania kończył się w 1635 roku. Wojska polsko-litewskie miały przewagę na lądzie, ale na morzu dominowała flota szwedzka. Swoimi desantami uniemożliwiła wojskom polsko-litewskim zdobycie przyczółka na wybrzeżu i utrzymała pod kontrolą pruskie porty. Nowo utworzona regularna polska marynarka wojenna, po kilku morskich bitwach była mocno osłabiona. Pamiętając o wyczynach Kozaków na Morzu Czarnym (chadzki kozackie), zasugerowano królowi Polski Władysławowi IV Wazie użycie flotylli kozackiej przeciwko Szwedom na Morzu Bałtyckim.

## Formowanie flotylli
W maju 1635 roku Władysław IV Waza wysłał rozkaz pułkownikowi armii zaporoskiej Konstantemu Wołkowi, aby zebrał 1500 Kozaków i wysłał ich nad Niemen. Jednocześnie przeznaczył środki na budowę 30 czajek. Do Jurborku przybyli „kozaccy stoczniowcy”, którzy pod nadzorem podskarbiego nadwornego litewskiego Stefana Paca i podskarbiego nadwornego koronnego Jerzego Ossolińskiego zbudowali 15 czajek, lecz na skutek opóźnienia dodatkowo przebudowano 15 lokalnych batów. Król wyposażył łodzie w niezbędny sprzęt i broń.
Jednocześnie w maju 1635 roku rozpoczęto nabór chętnych do tego Kozaków. Ogółem przyjęto około tysiąca Kozaków rejestrowych, którzy mieli doświadczenie w kampaniach morskich. Ich służba opłacona została do 5 września 1635 roku. W pierwszej połowie lipca Kozacy w kilku oddziałach przybyli do Kowna. 19 lipca 1635 roku przez Wielkie Księstwo Litewskie przybył Konstanty Wołk ze swoim pułkiem, jak pisał kanclerz wielki litewski Albrycht Stanisław Radziwiłł „w doskonałym porządku”. Z ujścia Niemna Kozacy na czajkach udali się do Królewca.

## Działania bojowe
Tymczasem w czasie formowania flotylli ustały działania wojenne między Rzeczpospolitą a Szwecją. Szlachta była zmęczona długą wojną, odmówiła wsparcia jej kontynuacji i rozpoczęła się kolejna runda negocjacji pokojowych. Zabiegi dyplomatyczne nie przyniosły jednak Rzeczypospolitej dobrych rezultatów. W tej sytuacji król Władysław IV Waza nakazał pułkownikowi Wołkowi udać się nad Zalew Wiślany i stawić czoła szwedzkiej eskadrze. 
W nocy z 30 na 31 sierpnia Kozacy Wołka opuścili ujście Niemna i na wzburzonym morzu dokonali nocnej przeprawy spod Królewca do Piławy, gdzie stacjonowała eskadra szwedzka. Dzięki wcześniejszemu rozpoznaniu Kozacy znali dokładnie podejście do portu, konfigurację fortyfikacji i rozmieszczenie szwedzkich baterii. Kozacy przypłynęli nocą niezauważeni przez Szwedów. Gdy ci dostrzegli rano niespodziewanego przeciwnika wysłali emisariuszy, by dowiedzieć się z kim mają do czynienia (Kozacy poinformowali o służbie dla króla Władysława IV Wazy). W bitwie kozackie czajki spisały się bardzo dobrze, gdyż dzięki swoim niewielkim rozmiarom i zwrotności miały przewagę w walce w zwarciu nad dużymi szwedzkimi okrętami, których pociski ich nie sięgały. Podczas starcia Kozacy zaatakowali i zdobyli szwedzki okręt załadowany amunicją i żywnością dla żołnierzy, stojący na redzie portu. 
Zwycięstwo to znacznie przyspieszyło negocjacje pokojowe między Rzeczpospolitą i Szwecją. Po spektakularnym zwycięstwie flotylla kozacka przez kolejne dwa tygodnie patrolowała wybrzeże od ujścia Niemna do Piławy, zmuszając Szwedów do zachowania dystansu.
12 września 1635 roku Polacy zawarli rozejm w Sztumskiej Wsi ze Szwedami na 26 lat. 23 września król Władysław IV Waza napisał list do pułkownika Wołka, w którym nakazał by po otrzymaniu w Toruniu ustalonego wcześniej wynagrodzenia „bez szkody i krzywdy wszelakiej przechodząc prędko wyszedł”. Żołnierze za swoją służbę otrzymali 15 tysięcy złotych polskich i zatrzymali wszystkie zdobyte trofea. Czajki i oprzyrządowanie zebrano w Kownie, gdzie były starannie przechowywane do ewentualnego wykorzystania w przyszłości, do czego jednak nie doszło. Konstanty Wołk został w 1638 przyjęty w stan szlachecki.